# Woensdrecht
Woensdrecht ( udtale ?; Brabantsk: Woeñzdrécht) er en kommune og en by i den sydlige provins Noord-Brabant i Nederlandene. 
- Wikimedia Commons har flere filer relateret til Woensdrecht

51°25′48″N 4°18′18″Ø / 51.43°N 4.305°Ø